# Кхакараву

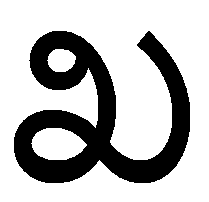
Кхакараву

Кхакараву (канн. ಖಕಾರವು) — кха, 15-я буква алфавита каннада, обозначает придыхательный глухой велярный взрывной согласный.
Кагунита: Кха — ಖ , ಖಾ . Кхи — ಖಿ , ಖೀ . Кху — ಖು , ಖೂ . Кхе — ಖೆ , ಖೇ . Кхай — ಖೈ. Кхо — ಖೊ , ಖೋ . Кхау — ಖೌ.